# Costus dubius
Costus dubius är en enhjärtbladig växtart som först beskrevs av Adam Afzelius, och fick sitt nu gällande namn av Karl Moritz Schumann. Costus dubius ingår i släktet Costus och familjen Costaceae. Inga underarter finns listade.

## Bildgalleri

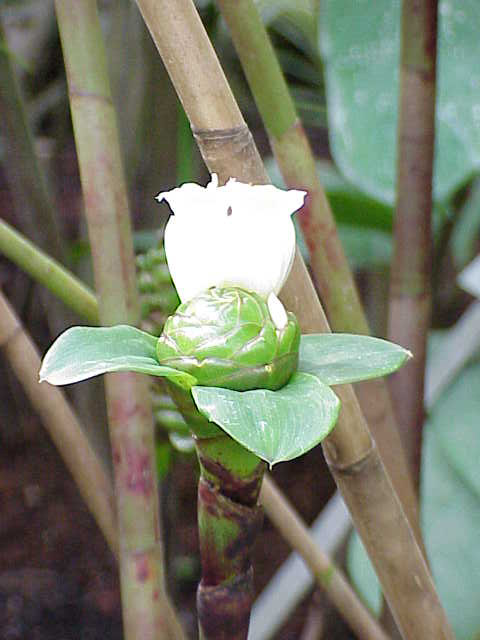
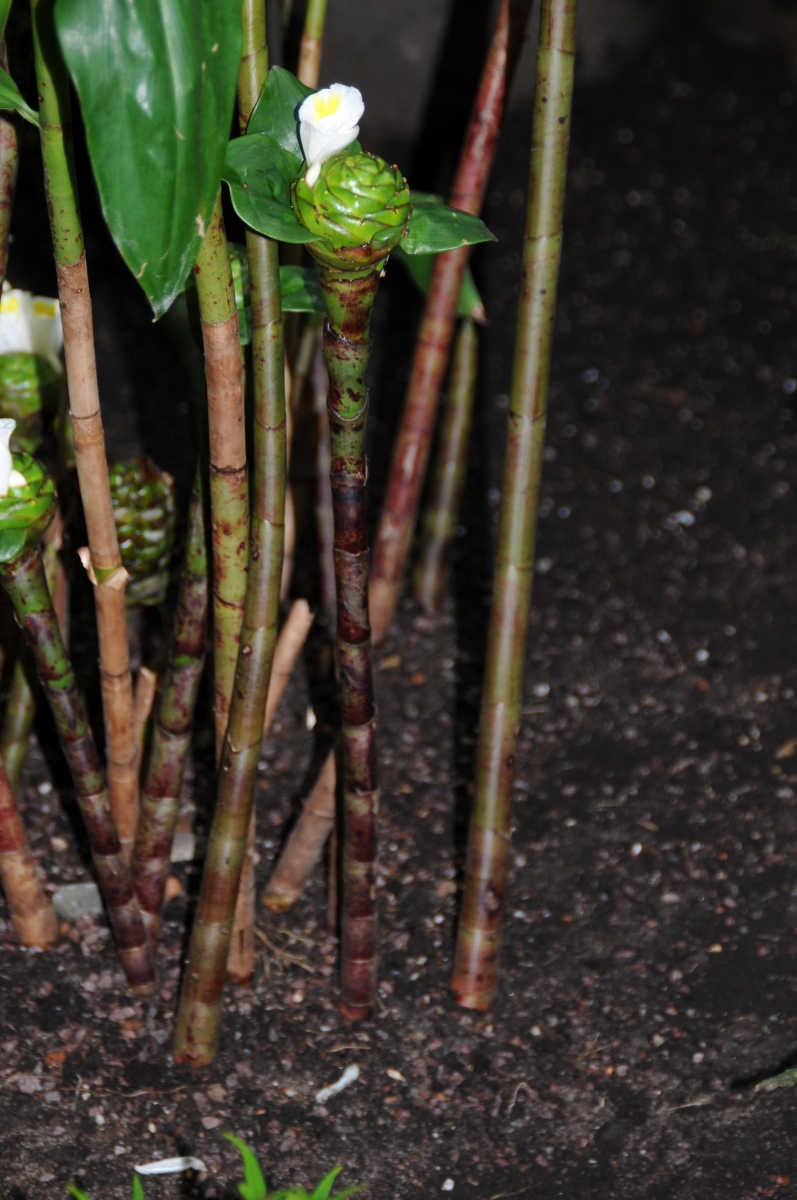
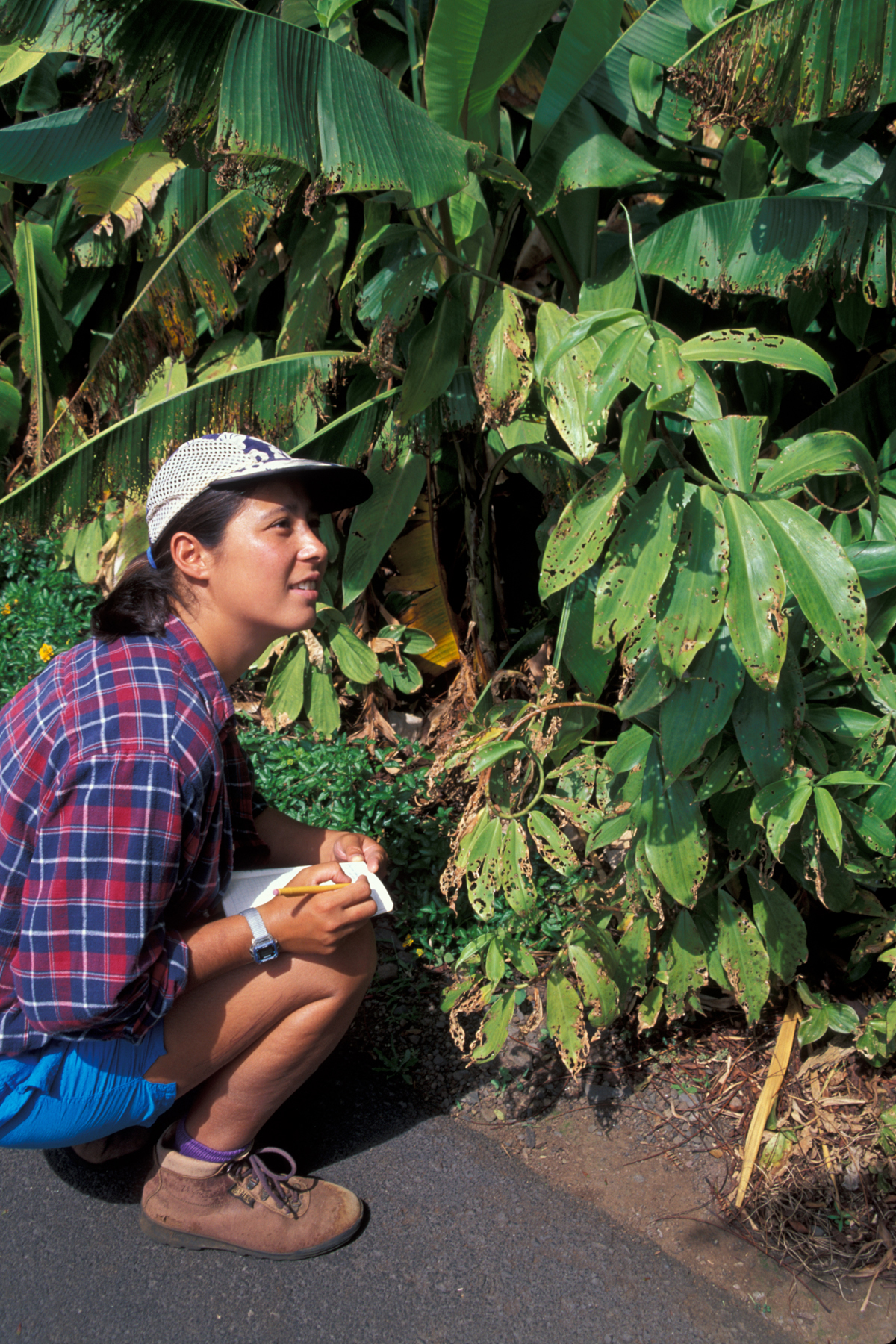